# エリザベート・ソンレル
エリザベート・ソンレル（Élisabeth Sonrel、1874年5月17日 - 1953年2月9日）は、フランスの画家、イラストレーターである。アール・ヌーヴォーのスタイルや、イギリスのラファエル前派や象徴主義を思わせるスタイルの作品を制作した。

## 略歴
フランスの中部、アンドル＝エ＝ロワール県のトゥールで軍医でアマチュア画家の娘に生まれた。父親から美術になることを勧められ、すぐに象徴主義的な作品を描くようになった。ソンレルは水彩やガッシュ、インク画を好んだ
。
パリに出て、私立の美術学校、アカデミー・ジュリアンでジュール・ジョゼフ・ルフェーブルに学んだ。1892年に最終試験のために「 Pax et Labor」という作品を制作し、後にトゥール美術館でも展示された
。1893年からパリで働いた後、1895年にオー＝ド＝セーヌ県のソーに自身の工房を開いた。1893年から1941年の間、パリのフランス芸術家協会展（Salon des Artistes Français）に出展した。
ポスターや絵葉書、イラストなどの仕事でも働いた。
フィレンツェとローマを訪れ、イタリアのルネサンス絵画、特にサンドロ・ボッティチェッリの作品から影響を受けた。1890年代の後半から、アール・ヌーヴォーの装飾的なスタイルや象徴主義的な主題の作品を描いた。
1900年のパリ万国博覧会の展覧会で銅メダルを受賞し、Henri-Lehmann-Preisを受賞した。1900年以降、ブルターニュをしばしば訪れて、Le FaouëtやLa Baule-Escoublacの別荘に滞在し作品を描いた。

## 作品

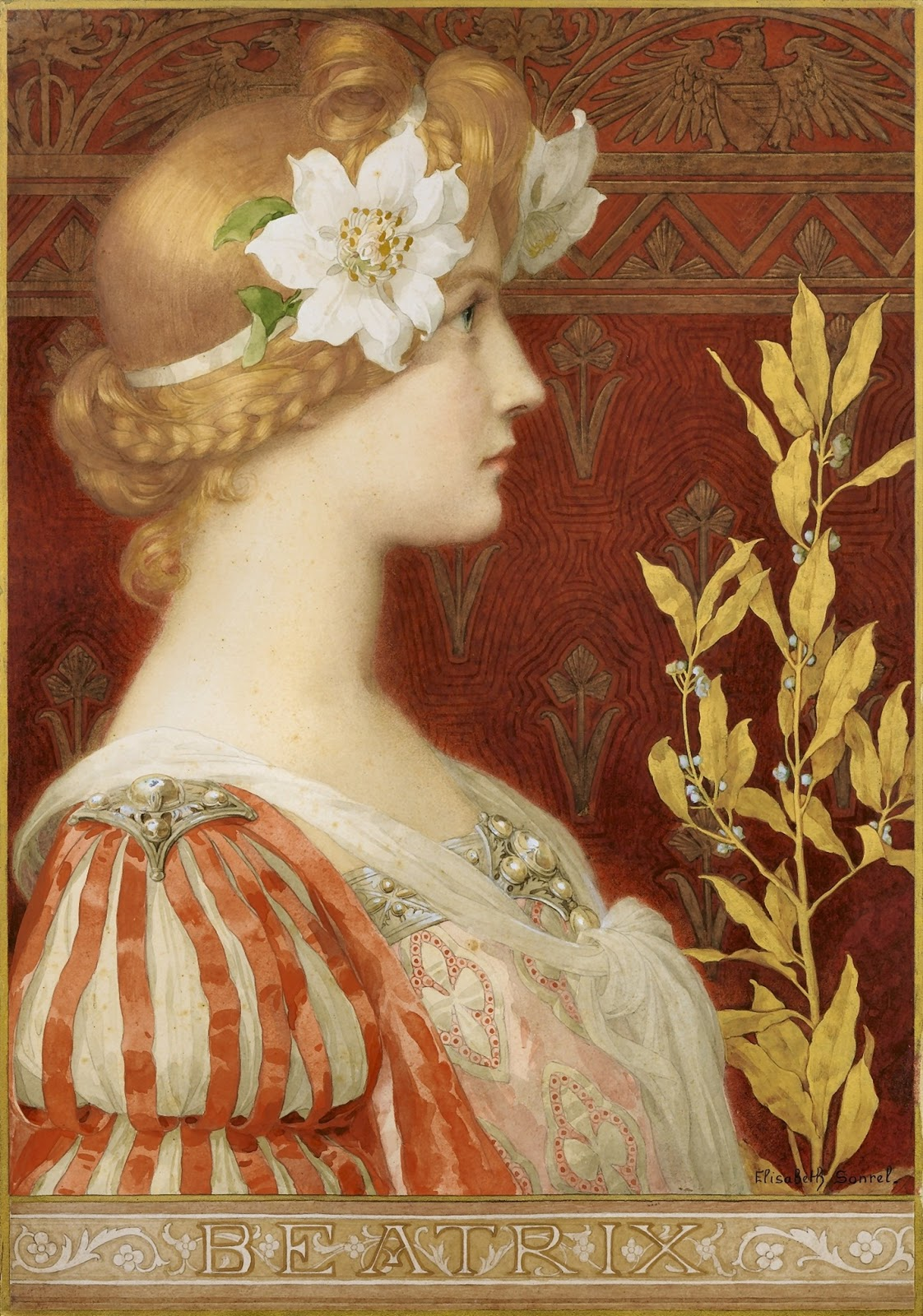
「Beatrix」
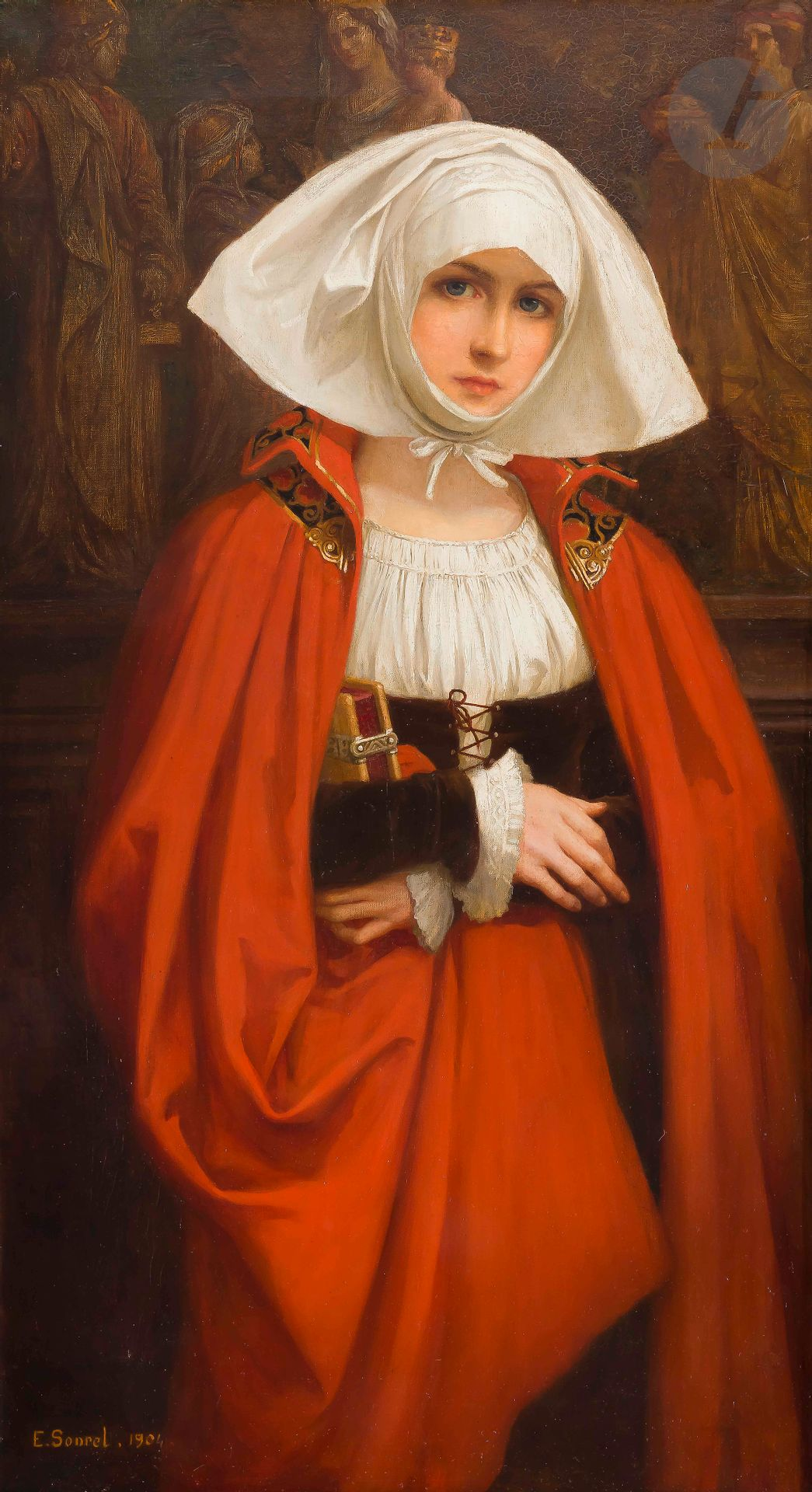
頭飾りをつけた若い女性(1904)
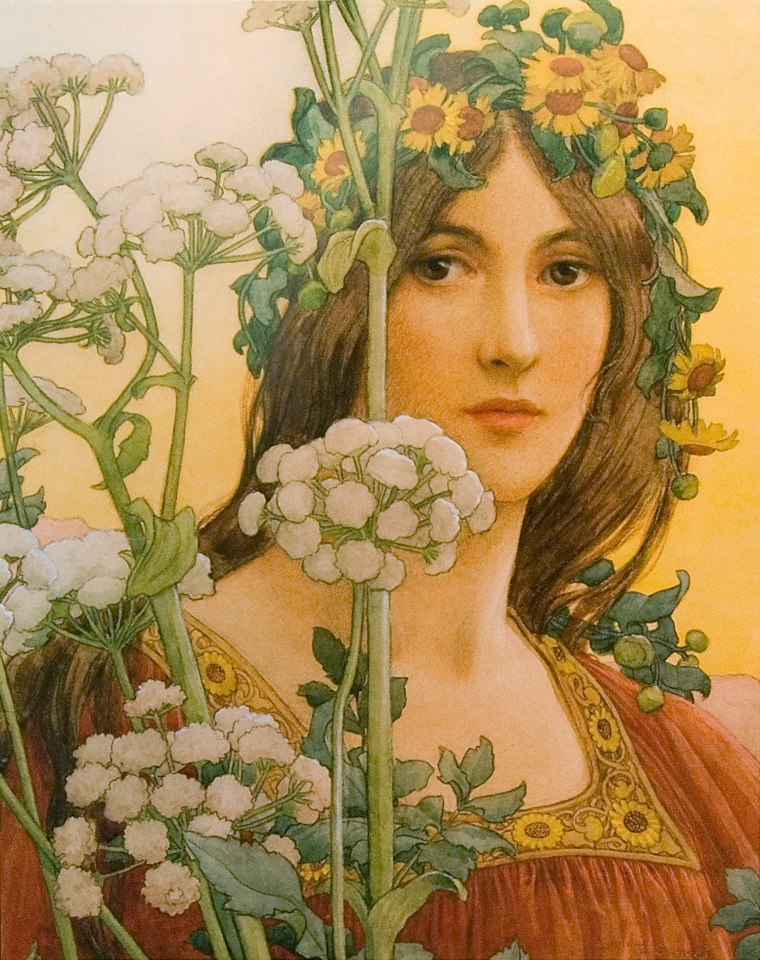
シャク(sylvestris)と聖母
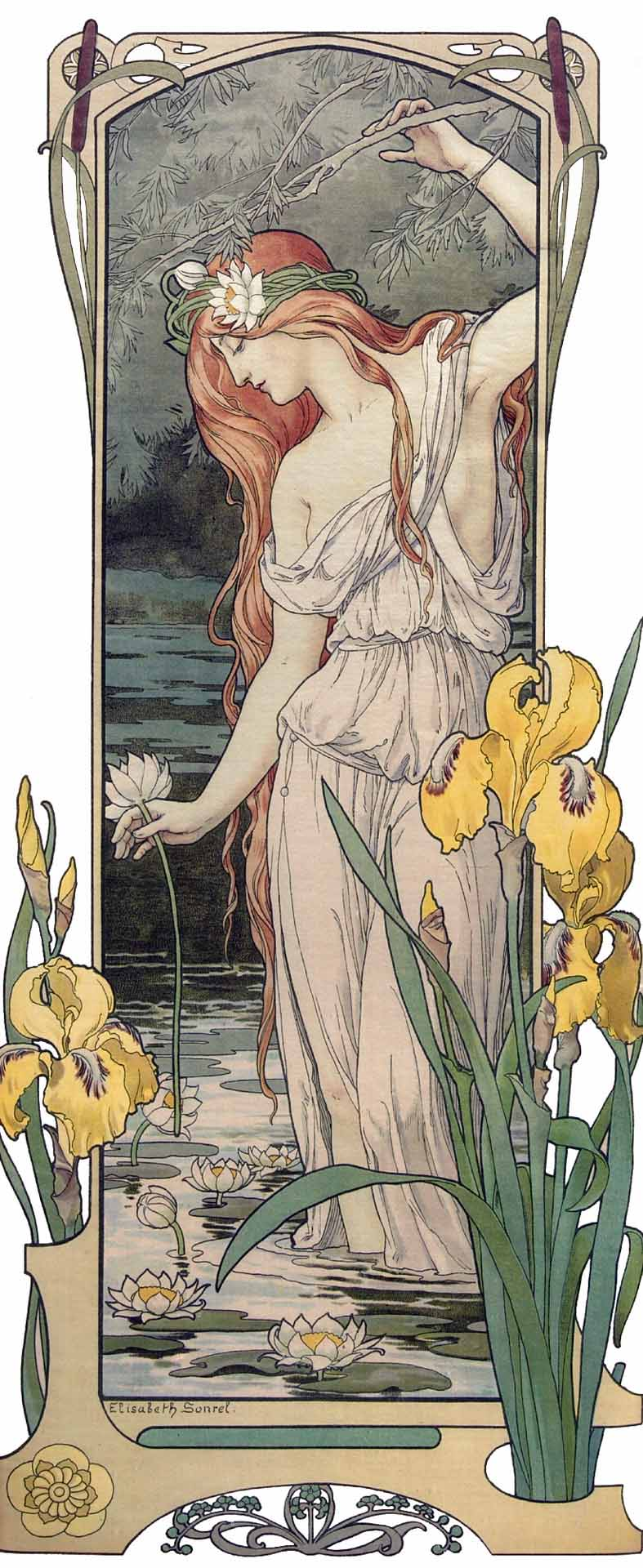
アール ヌーボー様式の絵葉書（1900）

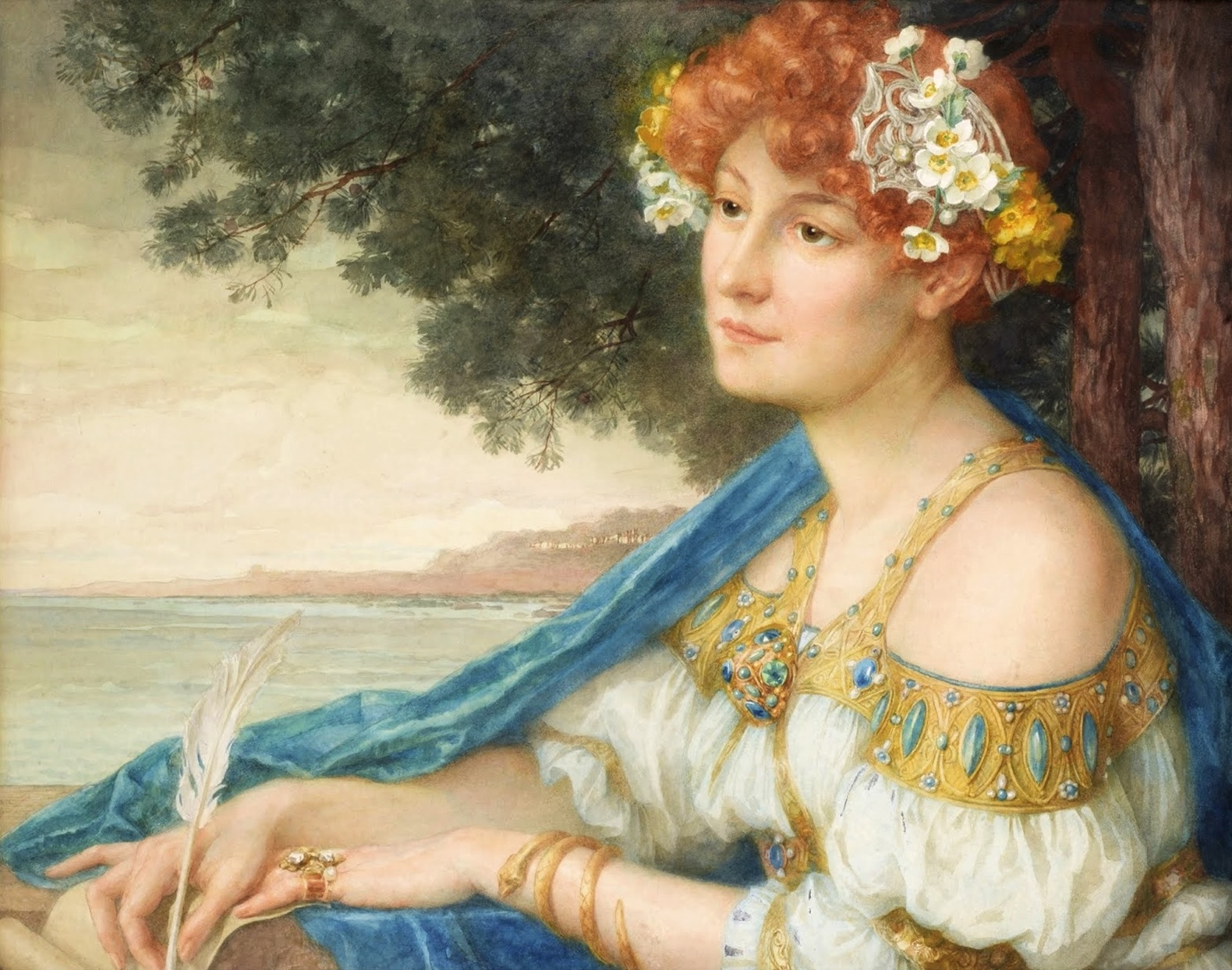
"Catherine La Rose"
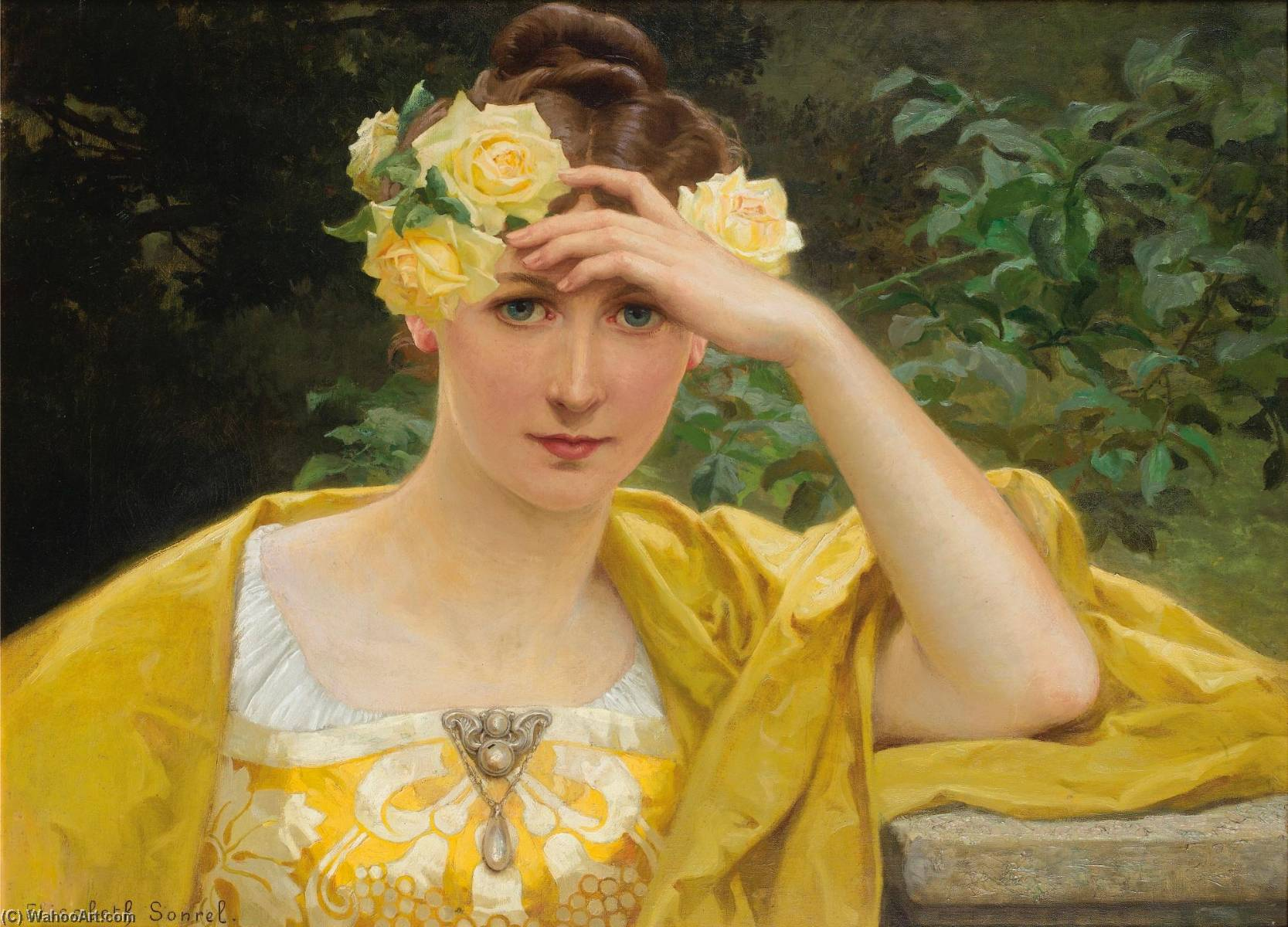
黄色い服の女性
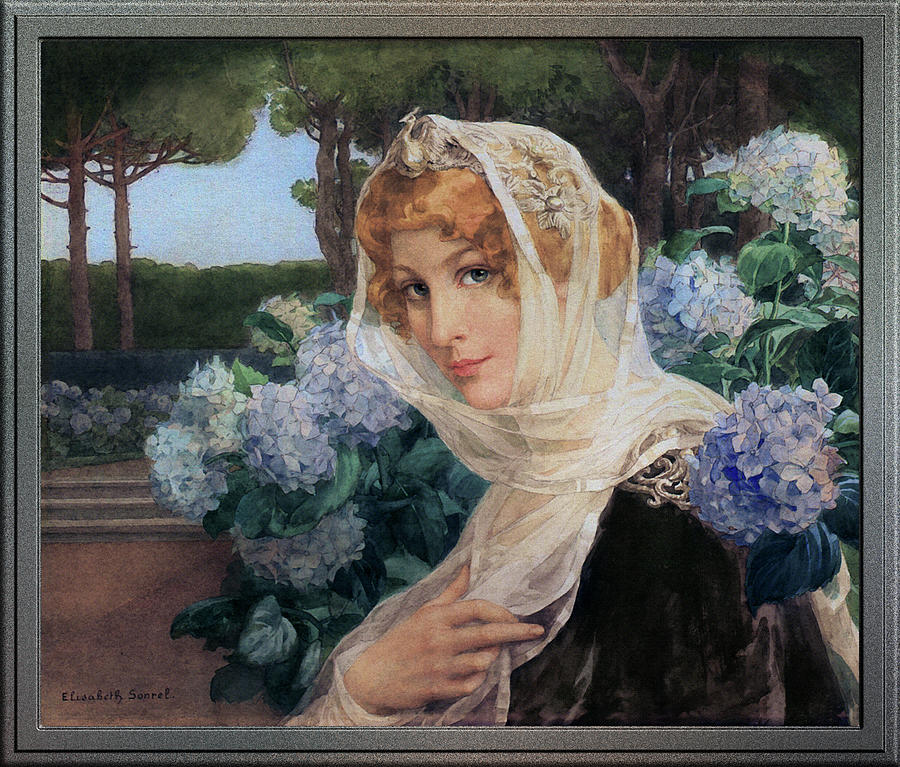
アジサイを持つ若い女性